# Clima dei paesi nordici

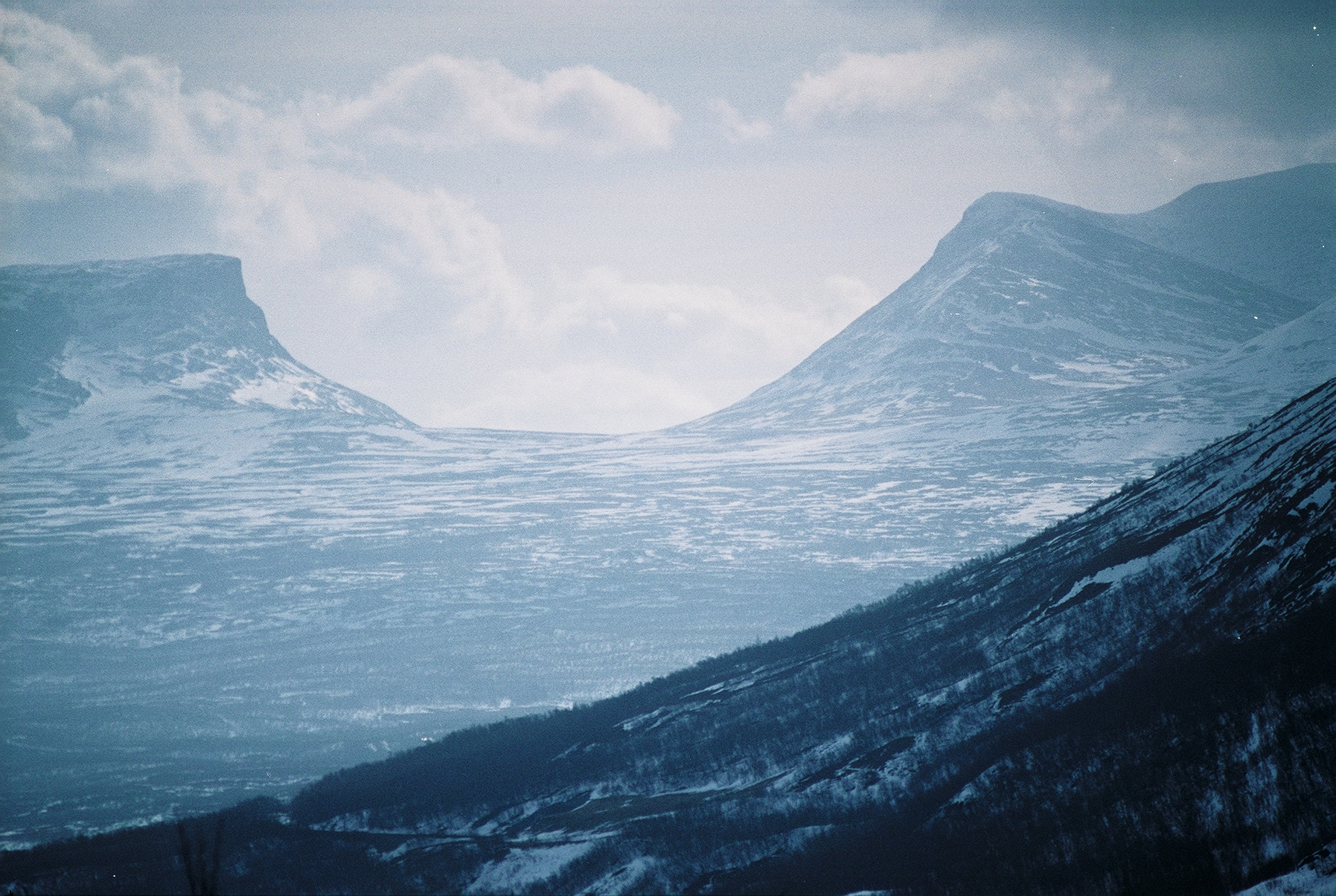
Montagne innevate nella Lapponia svedese.

Il clima dei Paesi nordici costituisce una regione nell'Europa settentrionale, formata da Danimarca, Finlandia, Islanda, Norvegia e Svezia con i territori loro annessi che sono le Isole Fær Øer, le Isole Åland e la Groenlandia. Stoccolma, la capitale della Svezia, ha in media le estati più calde di tutte le altre capitali nordeuropee con temperature che a luglio sfiorano i 23 °C, mentre Oslo (Norvegia) e Copenaghen (Danimarca) si fermano a 22 °C, Helsinki (Finlandia) a 21 °C e Reykjavík (Islanda) a 14 °C.

## Stagioni

### Primavera
In Islanda, la primavera porta temperature più calde e più miti. Nel mese di maggio, la temperatura media si aggira tra i 4 °C e i 10 °C.

### Estate
Il mese più caldo in Danimarca è luglio, con una temperatura media di 17 °C. 
In Islanda, possono occasionalmente verificarsi violenti temporali nel sud dell'isola verso fine estate, a causa di masse d'aria calda che vengono deviate sul paese da altre masse d'aria presenti sull'Europa; i temporali sono causati dallo scontro tra l'aria calda e la depressione d'Islanda, un'area di bassa pressione che staziona permanentemente nei pressi dell'isola. Tuttavia, questi fenomeni sono piuttosto rari in Islanda, tanto che se ne verificano in media solo cinque all'anno. A giugno, la temperatura media giornaliera va dai 7 °C ai 16 °C. 
Le condizioni climatiche estive in Norvegia dipendono dalla posizione delle città. La costa norvegese ha estati più fresche rispetto alle aree più interne. Nel nord del Paese, a giugno e luglio il sole non tramonta quasi mai: questo fenomeno si verifica anche a Trondheim. In estate le temperature nella aree settentrionali vanno dagli 8 °C ai 16 °C, mentre in quelle meridionali vanno dai 13 °C ai 22 °C. 
In Svezia, si hanno più precipitazioni in estate che negli altri mesi. Le aree svedesi a nord del circolo polare artico raramente vedono il tramonto, a causa del fenomeno naturale del sole di mezzanotte. Anche qui le temperature al nord vanno dagli 8 °C ai 16 °C, mentre al sud vanno dai 13 °C ai 22 °C. 
Durante la stagione estiva, in Groenlandia avviene il cosiddetto fenomeno del movimento glaciale, cioè dello spostamento dei ghiacci.

### Autunno
L'autunno presenta nell'Europa settentrionale più o meno le stesse caratteristiche della primavera.

### Inverno

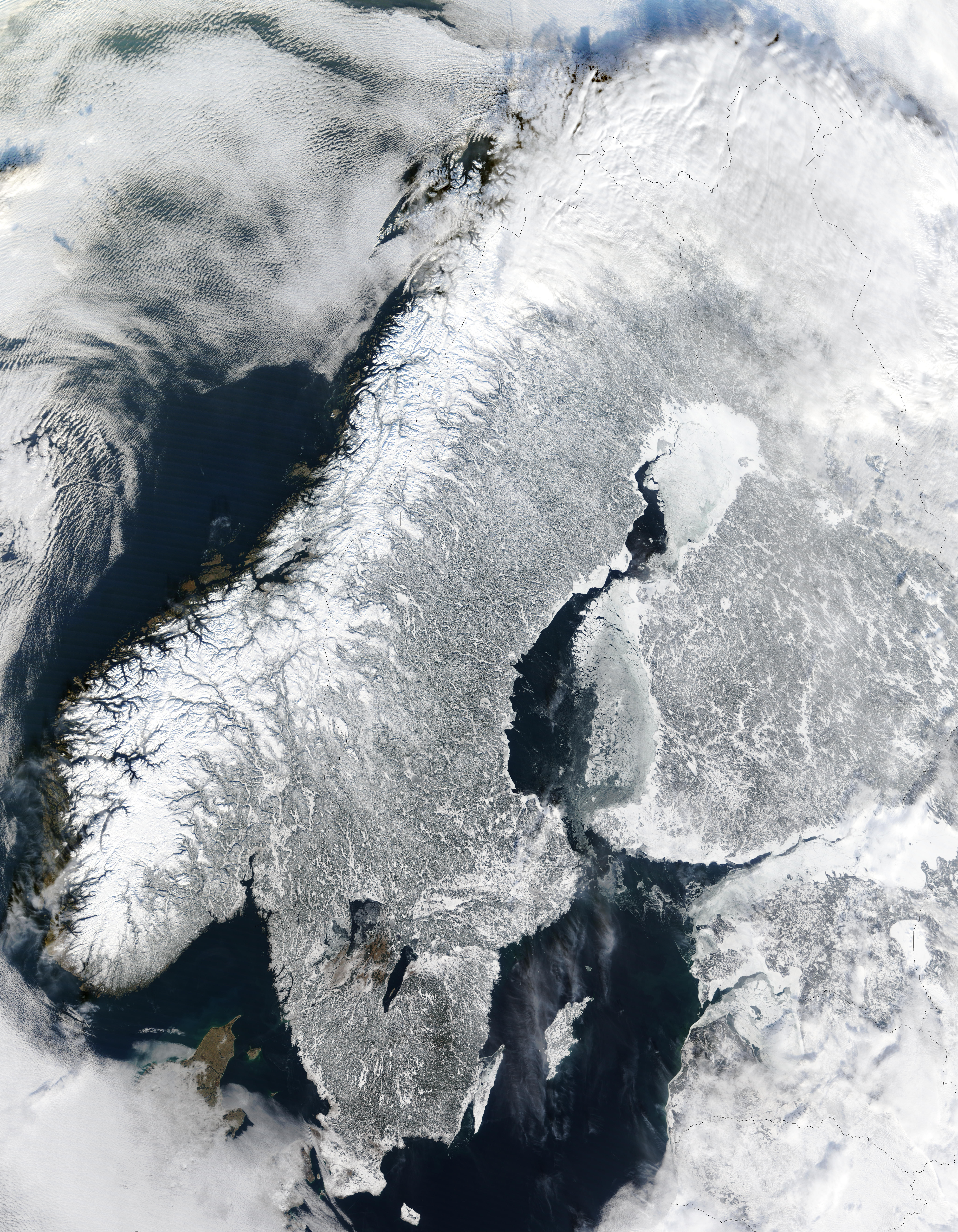
La Scandinavia durante l'inverno

In Danimarca, la temperatura media di gennaio oscilla tra i −2 °C e i 4 °C. Tuttavia, il mese più freddo in Danimarca è febbraio, poiché la temperatura media è di 0 °C. La quantità di ore di sole al giorno nello stesso mese in Danimarca è di circa 7 ore. 
Gli inverni in Islanda sono generalmente miti, tenendo però in considerazione l'elevata latitudine. Le pianure costiere islandesi hanno una media di 0 °C in gennaio, mentre gli altopiani dell'Islanda centrale generalmente sono sotto i −10 °C. Le temperature invernali più basse in Islanda sono in genere comprese tra i −25 °C e i −30 °C, sebbene la più bassa in assoluto mai registrata sia di −39,7 °C. 
In Norvegia le regioni costiere hanno inverni miti, mentre l'entroterra è molto più freddo. In pieno inverno, le aree meridionali del paese ricevono solo cinque o sei ore di sole al giorno, mentre il nord non ne riceve neanche una. A gennaio, la temperatura media va dai −6 °C ai 3 °C. 
Le aree della Svezia a nord del circolo polare artico raramente vedono l'alba in inverno, a causa del fenomeno naturale della notte polare. In gennaio e febbraio, le temperature in quest'area possono scendere fino a −15 °C.

## Riscaldamento globale

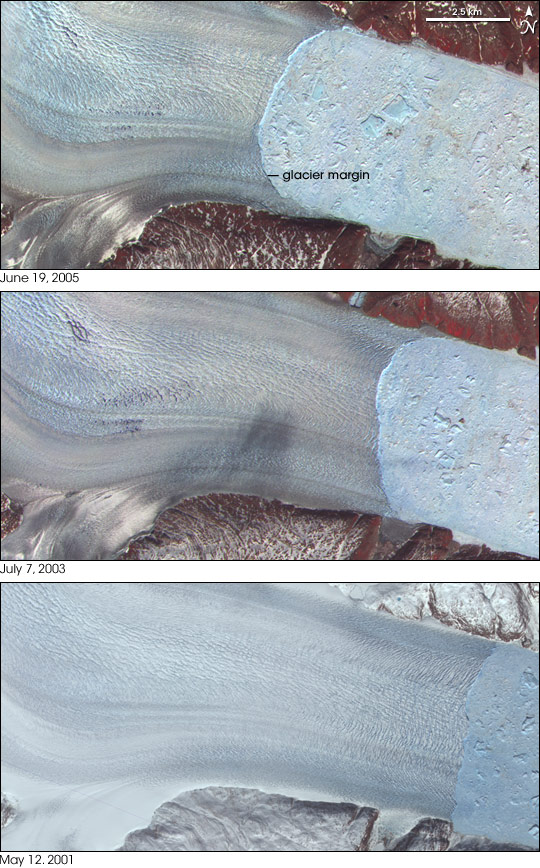
Il ritiro del ghiacciaio dell'Helheim, in Groenlandia

### Effetti
La Groenlandia è una delle aree più colpite al mondo dal riscaldamento globale. Uno studio condotto tra giugno e luglio 2006 dal "The Journal of Climate" afferma che la Groenlandia è la principale responsabile dell'innalzamento del livello del mare. L'aumento delle temperature dal 2000 ad oggi ha causato lo scioglimento di molti ghiacciai, o perlomeno l'inizio di esso. I tre ghiacciai su cui è stata effettuata la ricerca (Jakobshavn Isbræ, ghiacciaio dell'Helheim e ghiacciaio del Kangerdlugssuaq) congiuntamente danno vita al 16% dell'acqua dovuta allo scioglimento della calotta glaciale della Groenlandia. Le immagini satellitari e le foto aeree scattate tra il 1950 e il 1970 mostrano come il ghiacciaio sia rimasto inalterato per decenni. Nel 2001, lo strato di ghiaccio ha iniziato una rapida ritirata, perdendo 7,2 km tra lo stesso anno e il 2005, con una velocità media compresa tra i 20 e i 32 metri al giorno. Lo Jakobshavn Isbræ, nella Groenlandia occidentale, è considerato il ghiacciaio in movimento più veloce al mondo, con una velocità media di oltre 24 metri al giorno; velocità tenutasi costante almeno fin dal 1950.
Nell'estate del 2005, al largo della costa orientale della Groenlandia fu scoperta l'isola di Uunartoq Qeqertoq. Prima della scoperta, si pensava che questo non fosse altro che il promontorio di una penisola. Invece, uno studio più approfondito ha permesso di capire che in realtà essa era un'isola collegata alla terraferma solo dal ghiacciaio, ora scioltosi. L'isola, di fatto, non è più collegata alla terraferma.

### Effetti previsti
Gli scienziati stimano che, se il ritmo attuale dei cambiamenti climatici dovesse continuare, la calotta glaciale della Groenlandia, che si estende per 2.600.000 km³, potrebbe sciogliersi e causare un aumento del livello del mare di 7 metri a livello globale. Alcuni climatologi hanno stimato che la Groenlandia potrebbe perdere circa 330 km³ di ghiaccio all'anno.
In una classifica stilata nel 2008 dalla Environmental Performance Index, i Paesi vengono classificati in base all'efficacia delle loro politiche ambientali. In questa, la Norvegia si è posizionata al 2º posto, la Svezia al 3º, la Finlandia al 4º, l'Islanda all'11º e la Danimarca al 26º.